# Pont du Docteur Jean Alligier
Le pont du Docteur Jean Alligier est un pont sur la Loire situé dans la commune de Saint-Just-Saint-Rambert, en France. Mis en service en 1930, il relie les deux quartiers de la ville : Saint-Just et Saint-Rambert. Il supporte la RD 8.

## Histoire

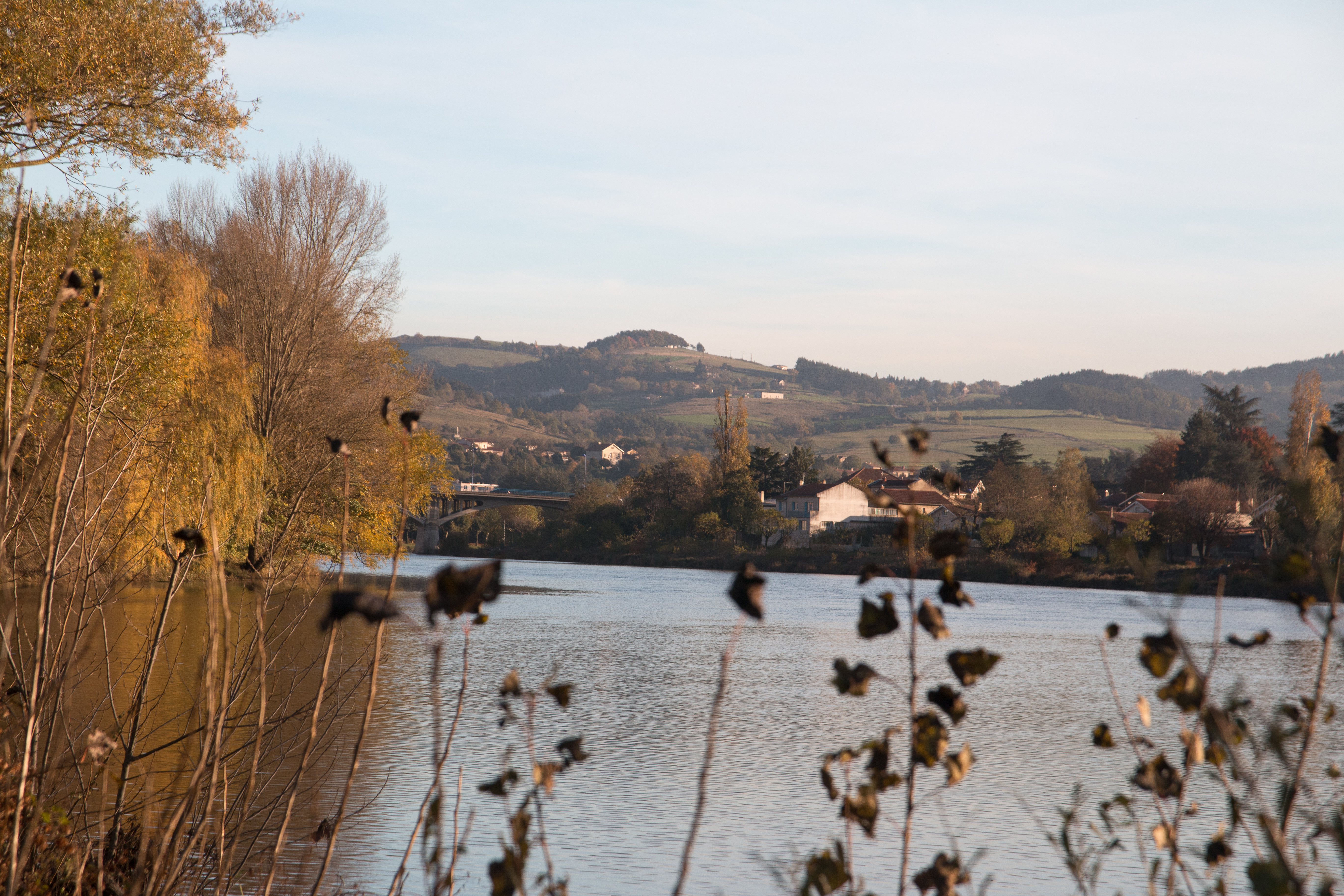
Vue de loin du pont

Ce pont remplace le précédent pont, le pont suspendu, le 16 décembre 1926 un camion passe au travers du tablier de celui-ci et finit dans la Loire. La décision est prise pour la construction d'un pont en ciment. Une passerelle provisoire en bois est réalisée pour le franchissement de la Loire le temps des travaux. Les travaux de construction débutent en octobre 1927. Il est inauguré le 21 septembre 1930 en présence de Pierre Génébrier (Préfet de la Loire), Antoine Durafour (Président du Conseil général de la Loire), Pierre Robert (Sénateur de la Loire), Gaston Musy (maire de Saint-Rambert-sur-Loire) et Isidore Dalaudière (maire de Saint-Just).
Il est baptisé le 26 novembre 2016 du nom du docteur Jean Alligier,.

## Nom
Depuis 2016, il porte le nom du docteur Jean Alligier, ancien mairie de Saint-Just-Saint-Rambert moteur de la fusion des deux anciennes communes.

### Sources
- Pont du Docteur Jean Alligier sur Structurae.